# Hugh A. Butler
Hugh Alfred Butler, född 28 februari 1878 i Harrison County, Iowa, död 1 juli 1954 i Bethesda, Maryland, var en amerikansk republikansk politiker. Han representerade delstaten Nebraska i USA:s senat från 1941 fram till sin död.
Butler utexaminerades 1900 från Doane College. Han arbetade sedan för järnvägsbolaget Chicago, Burlington and Quincy Railroad 1900-1908. Han var därefter verksam inom mjölbranschen.
Butler blev invald i senaten i senatsvalet 1940. Han omvaldes 1946 och 1952. Han avled 1954 i ämbetet och efterträddes av Samuel W. Reynolds.